# Patryck Lanza
Patryck Lanza dos Reis (Mogi Mirim, 18 de janeiro de 2003) é um futebolista brasileiro que como lateral-esquerdo. Atualmente joga pelo São Paulo.

## Carreira

### Início
Patryck nasceu em Mogi Mirim, interior de São Paulo. Seu pai, Luiz Carlos dos Reis, atuou no futebol amador da cidade onde era conhecido pelo apelido Cebola. Iniciou jogando pela Escola Oficial do São Paulo, atuando como meia e sido artilheiro de vários campeonatos, além ter ganhado vários prêmios individuais. Em 2014 integrou o elenco sub-11 do Atlético Guaçuano numa parceria entre o clube e a escola, chegando ao São Paulo com 13 anos, em março de 2016.

### São Paulo
Na base tricolor faturou inúmeros títulos como o Gothia Cup Sub-13 e Peace Cup Sub-13 em 2016, Paulista Sub-15 e Torneio Brasil-Japão Sub-15 em 2018 e FAM Cup Sub-17 em 2019. Também faturou o Paulista Sub-17 de 2019 ao ganhar do Palmeiras. Foi pela primeira relacionado ao profissional para a última rodada do Campeonato Brasileiro de 2019, onde o São Paulo o CSA por 2–1.
Subiu para o Sub-20 em 2020 e atuou na Copa São Paulo de Futebol Júnior, onde passou a ser observado pelo então técnico tricolor Fernando Diniz, que passou a relacioná-lo para alguns jogos, embora sem estrear ainda.
Em 2021, integrou o elenco campeão da Copa do Brasil Sub-17 de 2020, onde foi titular e um dos principais destaques. Nesse ano, também foi relacionado a alguns jogos profissionais pelo técnico Hernán Crespo.

#### 2022
Em maio, renovou seu contrato até 2027 com o Tricolor. Com a lesão do lateral-esquerdo titular Reinaldo e o descanso dado ao reserva Welington, fez sua estreia profissional pelo São Paulo no empate de 2–2 com o Fluminense na 17ª do Campeonato Brasileiro em 17 de julho alçado pelo técnico Rogério Ceni, iniciando como titular. Porém, acabou sendo substituído aos 30 minutos do primeiro tempo devido a seus erros de passe e nervosismo na estreia. Foi seu único jogo pelo profissional naquele ano.

#### 2023
Foi anunciado que ao fim da Copa São Paulo de 2023 Patryck e mais outro colega da base seriam promovidos ao profissional definitivamente. O título Sul-Americano conquistado com Seleção atraiu o interesse do clube estadunidense Los Angeles Galaxy, que formalizou uma proposta. Contudo, tanto São Paulo como o jogador recusaram a proposta. Também ganhou mais oportunidades no ano, atuando em mais quatro jogos com Rogério Ceni.
Com a chegada de Dorival Júnior, Patryck ganhou mais espaço ainda, onde foi teve uma sequência de cinco jogos como titular. Fez parte do elenco que conquistou a inédita Copa do Brasil de 2023 com o São Paulo, sendo essa sua primeira conquista pelo clube.

## Seleção Brasileira

### Sub-17
Foi um dos 23 convocados para o Sul-Americano de 2019, sendo o único atleta com 16 anos do elenco. Chegou a fazer um gol olímpico, na vitória por 3–2 na Colômbia na quarta rodada.
Disputou também o Mundial da categoria,  sagrando-se campeão ao bater o México por 2–1. Patryck foi titular na campanha e marcou um gol, na vitória por 2–0 nas quartas de final contra a Itália.

### Sub-18
Em outubro de 2023, foi um dos 23 convocados para um período de treinos visando as competições da categoria Sub-20.

### Sub-20
No início de 2023, integrou o elenco convocado para o Sul-Americano, sendo campeão ao bater o Uruguai por 2–0 na última rodada do torneio.
Patryck também convocado para o Mundial no mesmo ano, na Indonésia, mas foi liberado após pedido do São Paulo.

### Sub-23
Patryck foi um dos 18 convocados para representar o Brasil nos Jogos Pan-Americanos. Foi titular e atuou nos cinco jogos do Brasil na conquista do ouro sobre o Chile, após vitória nos pênaltis por 4–2 (empate de 1–1 no tempo normal).
Patryck foi também convocado para disputar o Torneio Pré-Olímpico de 2024, mas foi cortado da lista a pedido do São Paulo.

## Estilo de jogo
Patryck tem como principal virtude as cobranças de bola parada, onde marcou vários gols na base, sendo cinco só em 2019.

## Vida pessoal
Em 6 de novembro de 2023, Patryck foi homenageado na Câmara dos Deputados de Mogi Mirim após a conquista do Sul-Americano Sub-20.

## Estatísticas

### Seleção Brasileira
Abaixo estão listados todos jogos e gols do futebolista pela Seleção Brasileira, desde as categorias de base. Abaixo da tabela, clique em expandir para ver a lista detalhada dos jogos de acordo com a categoria selecionada. 

#### Sub-17
| Ano   |       |      |         |
| Ano   | Jogos | Gols | Assist. |
| ----- | ----- | ---- | ------- |
| 2019  | 11    | 2    | 0       |
| Total | 11    | 2    | 0       |

|     | Data                   | Local                                                  | Resultado | Adversário    | Gols | Competição                      |
| --- | ---------------------- | ------------------------------------------------------ | --------- | ------------- | ---- | ------------------------------- |
| 1.  | 22 de março de 2019    | Estádio Universidad San Marcos, Lima, Peru             | 3–2       | Paraguai      | 0    | Campeonato Sul-Americano Sub-17 |
| 2.  | 24 de março de 2019    | Estádio Universidad San Marcos, Lima, Peru             | 1–1       | Uruguai       | 0    | Campeonato Sul-Americano Sub-17 |
| 3.  | 27 de março de 2019    | Estádio Universidad San Marcos, Lima, Peru             | 3–2       | Colômbia      | 1    | Campeonato Sul-Americano Sub-17 |
| 4.  | 30 de março de 2019    | Estádio Universidad San Marcos, Peru, Lima             | 0–3       | Argentina     | 0    | Campeonato Sul-Americano Sub-17 |
| 5.  | 26 de outubro de 2019  | Estádio Walmir Campelo Bezerra, Gama, Distrito Federal | 4–1       | Canadá        | 0    | Copa do Mundo Sub-17            |
| 6.  | 29 de outubro de 2019  | Estádio Walmir Campelo Bezerra, Gama, Distrito Federal | 3–0       | Nova Zelândia | 0    | Copa do Mundo Sub-17            |
| 7.  | 1 de novembro de 2019  | Estádio Olímpico Pedro Ludovico, Goiânia, Goiás        | 3–0       | Angola        | 0    | Copa do Mundo Sub-17            |
| 8.  | 6 de novembro de 2019  | Estádio Walmir Campelo Bezerra, Gama, Distrito Federal | 3–2       | Chile         | 0    | Copa do Mundo Sub-17            |
| 9.  | 11 de novembro de 2019 | Estádio Olímpico Pedro Ludovico, Goiânia, Goiás        | 2–0       | Itália        | 1    | Copa do Mundo Sub-17            |
| 10. | 14 de novembro de 2019 | Estádio Walmir Campelo Bezerra, Gama, Distrito Federal | 3–2       | França        | 0    | Copa do Mundo Sub-17            |
| 11. | 17 de novembro de 2019 | Estádio Walmir Campelo Bezerra, Gama, Distrito Federal | 2–1       | México        | 0    | Copa do Mundo Sub-17            |

#### Sub-20
| Ano   |       |      |         |
| Ano   | Jogos | Gols | Assist. |
| ----- | ----- | ---- | ------- |
| 2023  | 8     | 0    | 1       |
| Total | 8     | 0    | 1       |

|    | Data                    | Local                                             | Resultado | Adversário | Gols | Competição                      |
| -- | ----------------------- | ------------------------------------------------- | --------- | ---------- | ---- | ------------------------------- |
| 1. | 19 de janeiro de 2023   | Estádio Olímpico Pascual Guerrero, Cali, Colômbia | 3–0       | Peru       | 0    | Campeonato Sul-Americano Sub-20 |
| 2. | 23 de janeiro de 2023   | Estádio Olímpico Pascual Guerrero, Cali, Colômbia | 3–1       | Argentina  | 0    | Campeonato Sul-Americano Sub-20 |
| 3. | 25 de janeiro de 2023   | Estádio Olímpico Pascual Guerrero, Cali, Colômbia | 1–1       | Colômbia   | 0    | Campeonato Sul-Americano Sub-20 |
| 4. | 31 de janeiro de 2023   | Estádio El Campín, Bogotá, Colômbia               | 3–1       | Paraguai   | 0    | Campeonato Sul-Americano Sub-20 |
| 5. | 3 de fevereiro de 2023  | Estádio Metropolitano de Techo, Bogotá, Colômbia  | 3–0       | Venezuela  | 0    | Campeonato Sul-Americano Sub-20 |
| 6. | 6 de fevereiro de 2023  | Estádio El Campín, Bogotá, Colômbia               | 2–0       | Paraguai   | 0    | Campeonato Sul-Americano Sub-20 |
| 7. | 9 de fevereiro de 2023  | Estádio El Campín, Bogotá, Colômbia               | 0–0       | Colômbia   | 0    | Campeonato Sul-Americano Sub-20 |
| 8. | 12 de fevereiro de 2023 | Estádio El Campín, Bogotá, Colômbia               | 2–0       | Uruguai    | 0    | Campeonato Sul-Americano Sub-20 |

#### Sub-23
| Ano   |       |      |         |
| Ano   | Jogos | Gols | Assist. |
| ----- | ----- | ---- | ------- |
| 2023  | 5     | 0    | 0       |
| Total | 5     | 0    | 0       |

|    | Data                  | Local                                             | Resultado | Adversário     | Gols | Competição           |
| -- | --------------------- | ------------------------------------------------- | --------- | -------------- | ---- | -------------------- |
| 1. | 23 de outubro de 2023 | Estádio Elías Figueroa Brander, Valparaíso, Chile | 1–0       | Estados Unidos | 1    | Jogos Pan-Americanos |
| 2. | 26 de outubro de 2023 | Estádio Sausalito, Viña del Mar, Chile            | 2–0       | Colômbia       | 0    | Jogos Pan-Americanos |
| 3. | 29 de outubro de 2023 | Estádio Sausalito, Viña del Mar, Chile            | 3–0       | Honduras       | 0    | Jogos Pan-Americanos |
| 4. | 1 de novembro de 2023 | Estádio Sausalito, Viña del Mar, Chile            | 1–0       | México         | 0    | Jogos Pan-Americanos |
| 5. | 4 de novembro de 2023 | Estádio Sausalito, Viña del Mar, Chile            | 1–1 (4–2) | Chile          | 0    | Jogos Pan-Americanos |

## Títulos

### São Paulo

#### Base
- Campeonato Paulista Sub-15: 2018
- Campeonato Paulista Sub-17: 2019
- Copa do Brasil Sub-17: 2020

### Profissional
- Copa do Brasil: 2023
- Supercopa Rei: 2024[30]

### Seleção Brasileira

#### Sub-17
- Copa do Mundo Sub-17: 2019

#### Sub-20
- Campeonato Sul-Americano Sub-20: 2023
- Torneio Internacional do Espírito Santo: 2023

#### Sub-23
- Jogos Pan-Americanos: 2023